# IBM Notes Client
IBM Notes Client — программный продукт компании IBM Lotus Software, клиентское рабочее место для работы с приложениями Lotus Notes.

## Функции

### Клиент электронной почты
1. электронная почта IBM Notes
2. POP3
3. IMAP4

### Локальный сервер
Клиент IBM Notes поддерживает функции локального сервера. При автономном состоянии компьютера, приложения IBM Notes могут исполняться на клиентском IBM Notes, используя локально хранимые базы данных IBM Notes. При подключении к серверу IBM Domino, клиент IBM Notes может автоматически начать процесс синхронизации данных с сервером (репликации), в процессе которого произойдёт обмен записями БД с сервером IBM Domino. Данная функциональность теоретически позволяет исполнять один и тот же код IBM Domino, используя данные как с сервера, так и хранимые локально. На практике же использование локально хранимых данных требует от разработчика учитывать возможность использования локально хранимых данных при разработке приложений IBM Notes, так как есть особенности доступа к записям данных (например, доступ к записям БД по группам на клиенте сильно ограничен, потому что Domino Directory, хранящая учётные записи в IBM Notes, расположена на сервере IBM Domino).

### Клиент мгновенных сообщений
1. Sametime

### Доступ к адресным каталогам
1. Адресная книга IBM Notes (Domino Directory)
2. LDAP